# Louis Joseph de Margadel
Louis Joseph de Margadel est un militaire et homme politique français né le 13 juillet 1771 à Xivray (province du Barrois) et décédé le 9 juillet 1838 au château du Grasdor (Vannes, Morbihan).

## Biographie
Émigré en 1791, il sert dans l'armée des princes,  devient major à l'armée catholique et royale d'Anjou et fait partie de l'expédition de Quiberon. Conseiller de préfecture à Vannes en 1815, il participe à la petite chouannerie au moment des Cent-Jours. Il est conseiller général et député du Morbihan de 1815 à 1816 et de 1820 à 1830, siégeant avec les ultra-royalistes. Il refuse de prêter serment à la Monarchie de Juillet.
Marié à Marie Joseph Bossard du Clos, il est le beau-père d'Alfred de Lastic Saint-Jal, d'Henry Blanchard de La Brosse et de Louis Marie Desgrées du Loû.

## Sources
- « Louis Joseph de Margadel », dans Adolphe Robert et Gaston Cougny, Dictionnaire des parlementaires français, Edgar Bourloton, 1889-1891 [détail de l’édition]
- Fiche biographique sur le site de l'Assemblée nationale.